# Arandu (Pakistan)
Arandu – wieś w Pakistanie, w prowincji Chajber Pachtunchwa. W 2017 roku liczyła 2600 mieszkańców.